# فيلي بروك
فيلي بروك (بالإنجليزية: Willie Brooke)‏ هو سياسي بريطاني (وحمل سابقاً جنسية المملكة المتحدة لبريطانيا العظمى وأيرلندا)، ولد في 18 ديسمبر 1895، وتوفي في 21 يناير 1939. حزبياً، نشط في حزب العمال. في الانتخابات العامة في المملكة المتحدة 1929 ‏، انتخب عضو برلمان المملكة المتحدة الـ35 عن دائرة Dunbartonshire (UK Parliament constituency) ‏ (30 مايو 1929 – 7 أكتوبر 1931) وفي الانتخابات العامة في المملكة المتحدة 1935 ‏، انتخب عضو برلمان المملكة المتحدة الـ37 عن دائرة Batley and Morley (UK Parliament constituency) ‏ (14 نوفمبر 1935 – 21 يناير 1939).